# حزب الرؤية الوطنية (الصومال)
الرؤية الوطنية هو حزب سياسي صومالي تأسس في ديسمبر 2018.  تم تشكيل الحزب قبل انتخابات 2021 الصومالية.  يقوده شريف شيخ أحمد، المعروف باسم "أبو الصومال الحديث" بسبب الإنجازات التي حققها خلال خدمته كرئيس للحكومة الاتحادية الانتقالية بين عامي 2009 و2012. 
في أكتوبر 2019، انضم الحزب إلى منتدى الأحزاب الوطنية، وهو تحالف من الأحزاب السياسية الصومالية بقيادة الرئيس السابق شريف شيخ أحمد.

## روابط خارجية
- الموقع الرسمي

- الحزبعلى الفيسبوك| - ع - ن - ت أحزاب سياسية في الصومال | - ع - ن - ت أحزاب سياسية في الصومال                                                                                                                                                                                                                                                                                                                                                                                  |
| ----------------------------------- | --- |
| الأحزاب الرئيسية                    | - رابطة الشباب الصومالية - رابطة الصومال الكبرى - حزب العمل والاشتراكية - Marehan Union Party - الاتحاد الإفريقي الوطني الصومالي - البرلمانيون الصوماليون المتحدون - Green Leaf for Democracy - حزب الخضر الصومالي - الحزب الديمقراطي الصومالي - Democratic Green Party of Somalia - Somali National Party - حزب السلام والتنمية - Daljir - Tayo - Tiir Party - Hiil Qaran - حزب الرؤية الوطنية (الصومال) - حزب ودجر |
| أحزاب سياسية في الولايات الإقليمية  | بونتلاند - هورسيد - كاه صوماليلاند - حزب التضامن - حزب العدالة والتنمية - الحزب الديمقراطي المتحد - الحزب الوطني |
| - بوابة:السياسة                     | |